# Protandrena avulsa
Protandrena avulsa is een vliesvleugelig insect uit de familie Andrenidae. De wetenschappelijke naam van de soort is voor het eerst geldig gepubliceerd in 2006 door Ramos & Melo.